# Lithachne pinetii
Lithachne pinetii là một loài thực vật có hoa trong họ Hòa thảo. Loài này được (C.Wright) Chase mô tả khoa học đầu tiên năm 1908.